# Тетратерпены
Тетратерпены — терпены, состоящие из восьми изопреновых единиц и имеющие молекулярную формулу C40H64 .Тетратерпеноиды (включая многие каротиноиды, ксантофиллы) представляют собой тетратерпены, которые были химически модифицированы, на что указывает присутствие кислородсодержащих функциональных групп.
Каратиноиды — (от лат. carota — морковь и греч. eidos -вид), природные пигменты от желтого до красно-оранжевого цвета, синтезируемые бактериями, водорослями, грибами, высшими растениями, некоторыми губками, кораллами и др. организмами; обусловливают окраску цветов и плодов.
Каратиноиды делятся на три группы:
1. Каратиноиды ациклической структуры;
2. Дициклогексановые каратиноиды, молекулы которых на концах углеводородной цепочки имеют два циклогексановых фрагмента;
3. Моноциклогексановые каратиноиды, имеющие только на одном конце цепи циклогексановый фрагмент.

Физические свойства- кристаллические вещества желтого или оранжевого цвета, нерастворимые в воде, плохо — в спирте; хорошо растворимы в неполярных органических растворителях (хлороформ, петролейный эфир, бензин), жирных маслах. Растворы имеют окраску от желтой до оранжевой и оранжево-красной с желтовато-зеленой флуоресценцией.
Химические свойства- легко окисляются кислородом воздуха, разрушаются на свету, так как имеют длинную алифатическую цепочку и большое количество ненасыщенных связей. Кислая среда ускоряет окисление.